# Anolis gemmosus
Anolis gemmosus – gatunek jaszczurki z rodziny Anolidae. Występuje w północno-zachodniej Ameryce Południowej.

## Systematyka
A. gemmosus zalicza się do rodzaju Anolis, klasyfikowanego obecnie w monotypowej rodzinie Anolidae. W przeszłości rodzaj ten zaliczany był do licznej w gatunki rodziny legwanowatych (Iguanidae).

## Rozmieszczenie geograficzne
Zasięg występowania tej jaszczurki rozciąga się na południu do prowincji Cotopaxi w środkowym Ekwadorze, a na północy po departament Nariño w południowo-zachodniej Kolumbii. Są to tereny leżące na zachodnich zboczach i podnóżach Andów w przedziale wysokości 1300–2300 m n.p.m.

## Siedlisko
Siedlisko tego łuskonośnego to górskie lasy mgliste i obszary u podnóża Andów, zarośla otaczające tereny rolnicze, pobocza dróg i dawne tereny rolnicze porastające na nowo wtórnym lasem. Wynika z tego duża zdolność zwierzęcia do adaptacji do warunków zmienionych przez Homo sapiens.

## Zagrożenia i ochrona
W Czerwonej księdze gatunków zagrożonych IUCN Anolis gemmosus jest klasyfikowany jako gatunek najmniejszej troski (LC, ang. Least Concern).
Wedle danych z 2010 gatunek występuje pospolicie w środkowej pod względem wysokości części swego zasięgu występowania. Rzadkie spotkania z nim tłumaczy się skrytym trybem życia.
Podając zagrożenia dla gatunku, IUCN wspomina o rosnącej liczebności ludzi, skutkującej urbanizacją i rozwojem rolnictwa na terenach zamieszkiwanych przez A. gemmosus.